# 大広
株式会社大広（だいこう、英: Daiko Advertising Inc.）は、大阪府大阪市北区中之島に本社を置く広告代理店。博報堂DYホールディングス傘下。

## 概要
1944年2月28日、金水堂（1893年創業）や京華社（1895年創業）など関西地域を本拠とする広告代理店14社の統合により、近畿広告株式会社として設立。
1960年11月1日、現社名に改称以降、今日に至る。なお、現社名は大阪広告等の略称ではなく「大きく広く羽ばたく」という意味で命名された。
現在は大阪本社・東京本社の2本社制をとり、全国に6ヵ所の事業所、国内外23の連結対象グループ会社を有する。
2000年、複数の広告会社グループを擁する世界第1位の「インターパブリック・グループ」、および同グループ会社「ロウ アンド パートナーズ ワールドワイド」と業務提携を行い、グローバル体制を整備。 
日本国内では、2003年10月に博報堂および読売広告社との共同持株会社「博報堂DYホールディングス」を設立。 同年12月には3社のメディア部門を集約した総合メディア事業会社「博報堂DYメディアパートナーズ」の設立により従来の競合関係とは別に、事実上の協力関係も強化している。
経営統合の実現までは朝日新聞社やオムニコムグループ、および近畿日本鉄道が大株主であった。
しかし2020年3月期・2021年3月期決算では大きく売上、営業利益を減らし営業利益に至っては2期連続赤字に陥っている。テコ入れとして、2021年3月に45～59歳までを対象に150人の早期・希望退職を実施。大阪に所有していた創業地である北浜など、2つの固定資産と保有株式の売却、朝日新聞社との合弁会社「朝日エリアアド」を2021年6月に解散させるなどリストラクチャリングを推進している。

## 近年の代表作品（CM）
- キリンビール「氷結」
- 任天堂「どうぶつの森」
- 江崎グリコ「バンホーテン」「牧場しぼり」
- タカノフーズ「おかめ納豆」
- TEIJIN「だけじゃない!テイジン」
- KINCHO「コンバット」
- 日清食品「どん兵衛」
- PANASONIC「ビエラ」
- キユーピー「キユーピーハーフ」
- 大東建託「いい部屋ネット」
- ノーベル製菓「はちみつきんかんのど飴」
- 積水ハウス「シャーメゾン」
- 積和不動産「MAST」
- サントリー「セサミンEプラス」
- サッポロビール「黒ラベル」

## 代表作品（アニメ・特撮）
2021年現在、アニメ・特撮に関しては博報堂DYメディアパートナーズが一手に引き受けているため、大広名義でクレジットされた作品は『ロボタン』のリメイク版と『ののちゃん』（ほぼ）を除くと、全てが1970年代のもので、特に大阪地区の系列ネットチェンジ後のテレビ朝日系の作品が多くある。主なものを下記に列挙した。
- ロボタン（フジテレビ版（1966年）、読売テレビ版（1986年））
- アンデス少年ペペロの冒険（1975年）
- グロイザーX（1976年）
- ザ・カゲスター（1976年）
- 5年3組魔法組（1976年）
- 激走!ルーベンカイザー（1977年）
- 魔女っ子チックル（1978年）
- UFO大戦争 戦え! レッドタイガー（1978年）
- ののちゃん（2002年、第6話から、電通と共同）

## 不祥事

### 東京五輪組織委理事への資金提供疑惑
2020年東京オリンピック・パラリンピックの公式スポンサーであったAOKIホールディングスからの受託収賄で、2022年8月17日に東京地検特捜部に逮捕された大会組織委員会理事であった高橋治之に対し、同社が不正な資金提供を行った疑いがもたれている。スポンサーの選任代理店は高橋がかつて専務や顧問を務めていた電通が引き受けていたものの、大広がサービス業種広告主に限って電通の協力代理店として選ばれるよう高橋が働きかけ、高橋が知人の会社を経由して大広側から金を受け取っていたと疑いがもたれている。
2022年9月5日、東京地検特捜部は大阪市にある本社および東京都港区の東京本社の家宅捜索に踏み切った。大広側は関与を否定していたが、9月27日、特捜部は、兵庫県西宮市にある大広の執行役員の自宅を家宅捜索し、執行役員は贈賄容疑で逮捕された。10月18日、谷口が贈賄罪で起訴された。
なお、五輪汚職をめぐっては、同年10月19日に、大広と同様に電通から再受託されたADKホールディングスも贈賄を行っていたとされ、ADKの社長や経営幹部ら3人も贈賄容疑で逮捕されている。
2024年3月12日、東京地方裁判所は元執行役員に懲役2年執行猶予4年の判決を言い渡した。同年11月26日、東京高等裁判所は一審判決を支持し、元執行役員側の控訴を棄却した。

## 関連事項
- 海老根智仁
- 佐々木蔵之介・増田英彦（ますだおかだ） - 佐々木と増田は共に同社に過去に在籍しており、年齢は異なるが同期入社だった。
- 楳図良雄 - 楳図かずおの弟。数々のCMやロボタンなどを手掛け、CM関係の受賞をしている。
- 日高欽治